# Unione Sportiva Palermo 1992-1993
Questa voce raccoglie le informazioni riguardanti l'Unione Sportiva Palermo nelle competizioni ufficiali della stagione 1992-1993.

## Stagione
In quell'anno il direttore sportivo fu Giorgio Perinetti, proveniente dal Napoli, che in futuro dirigerà squadre di Serie A quali il Siena e il Bari. Il 5 febbraio Giovanni Ferrara e Liborio Polizzi si scambiano i ruoli: il primo diventa amministratore delegato, mentre il secondo assume il ruolo di presidente; le azioni della società diventano al 50% ciascuno.
A stagione in corso, l'ex portiere della squadra Roberto Renzi, appena ritiratosi dall'attività agonistica, sostituisce Franco Peccenini in seno alla carica di direttore sportivo, quindi passa a dirigere il settore giovanile.
Il Palermo sembra un'altalena, perché, dopo un solo anno di Serie C1, viene promosso in Serie B vincendo il campionato. La stagione, inoltre, regala alla squadra rosanero la conquista della Coppa Italia di Serie C ai danni del Como, per la prima (e finora unica) volta nella sua storia, dopo le tre precedenti finali perse: nella doppia sfida, all'andata in trasferta il Palermo espugna i comaschi (0-2) e nel ritorno pareggia in casa alla Favorita (1-1). La squadra, in tale competizione, era entrata in gioco direttamente al terzo turno, poiché aveva preso parte alla Coppa Italia di Serie A e B. Per festeggiare la vittoria, gli altoparlanti dello stadio irradiarono la canzone dei Queen We Are the Champions.
Nella Coppa Italia maggiore viene eliminata al primo turno dal Lecce ai tiri di rigore, dopo che la gara era terminata con un pareggio di 2-2.

## Divise e sponsor
La maglia era rosanero mentre i calzoncini erano esclusivamente neri.
Lo sponsor ufficiale era Giornale di Sicilia.

## Organigramma societario[3]
- Presidente: Giovanni Ferrara, poi Liborio Polizzi
- Amministratore delegato: Liborio Polizzi, poi Giovanni Ferrara
- Direttore sportivo: Roberto Renzi
- Segretario generale: Silvio Palazzotto
- Allenatore: Angelo Orazi

## Risultati

### Serie C1

#### Girone di andata
| 30 agosto 1992 1ª giornata | Lodigiani | 1 – 0 | Palermo |  |

| 6 settembre 1992 2ª giornata                   | Palermo   | 1 – 1 | Ischia Isolaverde |  |
| \| \| \| \| \| Battaglia ?’ \| Marcatori \| \| |           |       |                   |  |
|                                                |           |       |                   |  |
| Battaglia ?’                                   | Marcatori |       |                   |  |

| 13 settembre 1992 3ª giornata | Reggina | 0 – 0 | Palermo |  |

| 20 settembre 1992 4ª giornata                                       | Palermo   | 3 – 0 | Messina |  |
| \| \| \| \| \| Favo ?’ Cecconi ?’ Buoncammino ?’ \| Marcatori \| \| |           |       |         |  |
|                                                                     |           |       |         |  |
| Favo ?’ Cecconi ?’ Buoncammino ?’                                   | Marcatori |       |         |  |

| 27 settembre 1992 5ª giornata | Catania | 0 – 0 | Palermo |  |

| 4 ottobre 1992 6ª giornata                                              | Palermo   | 2 – 0 | Giarre |  |
| \| \| \| \| \| Cecconi ?’ (rig.) Battaglia ?’ (rig.) \| Marcatori \| \| |           |       |        |  |
|                                                                         |           |       |        |  |
| Cecconi ?’ (rig.) Battaglia ?’ (rig.)                                   | Marcatori |       |        |  |

| 18 ottobre 1992 7ª giornata                   | Avellino  | 1 – 1       | Palermo |  |
| \| \| \| \| \| \| Marcatori \| ?’ De Sensi \| |           |             |         |  |
|                                               |           |             |         |  |
|                                               | Marcatori | ?’ De Sensi |         |  |

| 25 ottobre 1992 8ª giornata                           | Palermo   | 2 – 0 | Casertana |  |
| \| \| \| \| \| Biffi ?’ Cecconi ?’ \| Marcatori \| \| |           |       |           |  |
|                                                       |           |       |           |  |
| Biffi ?’ Cecconi ?’                                   | Marcatori |       |           |  |

| 1º novembre 1992 9ª giornata                     | Palermo   | 1 – 0 | Siracusa |  |
| \| \| \| \| \| Buoncammino ?’ \| Marcatori \| \| |           |       |          |  |
|                                                  |           |       |          |  |
| Buoncammino ?’                                   | Marcatori |       |          |  |

| 8 novembre 1992 10ª giornata                   | Salernitana | 3 – 1        | Palermo |  |
| \| \| \| \| \| \| Marcatori \| ?’ Battaglia \| |             |              |         |  |
|                                                |             |              |         |  |
|                                                | Marcatori   | ?’ Battaglia |         |  |

| 15 novembre 1992 11ª giornata                         | Palermo   | 2 – 1 | Potenza |  |
| \| \| \| \| \| Cecconi ?’ Biffi ?’ \| Marcatori \| \| |           |       |         |  |
|                                                       |           |       |         |  |
| Cecconi ?’ Biffi ?’                                   | Marcatori |       |         |  |

| 22 novembre 1992 12ª giornata                    | Casarano  | 1 – 1          | Palermo |  |
| \| \| \| \| \| \| Marcatori \| ?’ Campofranco \| |           |                |         |  |
|                                                  |           |                |         |  |
|                                                  | Marcatori | ?’ Campofranco |         |  |

| 29 novembre 1992 13ª giornata                    | Acireale  | 1 – 1          | Palermo |  |
| \| \| \| \| \| \| Marcatori \| ?’ Campofranco \| |           |                |         |  |
|                                                  |           |                |         |  |
|                                                  | Marcatori | ?’ Campofranco |         |  |

| 6 dicembre 1992 14ª giornata                                     | Palermo   | 2 – 1 | Perugia |  |
| \| \| \| \| \| Cecconi ?’ (rig.) Valentini ?’ \| Marcatori \| \| |           |       |         |  |
|                                                                  |           |       |         |  |
| Cecconi ?’ (rig.) Valentini ?’                                   | Marcatori |       |         |  |

| 13 dicembre 1992 15ª giornata                    | Barletta  | 1 – 1          | Palermo |  |
| \| \| \| \| \| \| Marcatori \| ?’ Buoncammino \| |           |                |         |  |
|                                                  |           |                |         |  |
|                                                  | Marcatori | ?’ Buoncammino |         |  |

| Arbitro: | Lorenzo Branzoni (Pavia) |

|                                              |           |               |
| Luca Cecconi 39’ (rig.), 79’ Mucciarelli 83’ | Marcatori | 6’ Carlo Tebi |

| 27 dicembre 1992 17ª giornata                                                 | Chieti    | 0 – 3                                       | Palermo |  |
| \| \| \| \| \| \| Marcatori \| Incarbona ?’ Battaglia ?’ Cecconi ?’ (rig.) \| |           |                                             |         |  |
|                                                                               |           |                                             |         |  |
|                                                                               | Marcatori | Incarbona ?’ Battaglia ?’ Cecconi ?’ (rig.) |         |  |

#### Girone di ritorno
| 24 gennaio 1993 18ª giornata                                 | Palermo   | 2 – 0 | Lodigiani |  |
| \| \| \| \| \| Buoncammino ?’ De Sensi ?’ \| Marcatori \| \| |           |       |           |  |
|                                                              |           |       |           |  |
| Buoncammino ?’ De Sensi ?’                                   | Marcatori |       |           |  |

| 31 gennaio 1993 19ª giornata | Ischia Isolaverde | 0 – 0 | Palermo |  |

| 7 febbraio 1993 20ª giornata              | Palermo   | 1 – 0 | Reggina |  |
| \| \| \| \| \| Favo ?’ \| Marcatori \| \| |           |       |         |  |
|                                           |           |       |         |  |
| Favo ?’                                   | Marcatori |       |         |  |

| 14 febbraio 1993 21ª giornata                                   | Messina   | 1 – 3                         | Palermo |  |
| \| \| \| \| \| \| Marcatori \| ?’, ?’ Buoncammino ?’ Cecconi \| |           |                               |         |  |
|                                                                 |           |                               |         |  |
|                                                                 | Marcatori | ?’, ?’ Buoncammino ?’ Cecconi |         |  |

| 21 febbraio 1993 22ª giornata | Palermo | 0 – 2 | Catania |  |

| 7 marzo 1993 23ª giornata                                     | Giarre    | 1 – 2                       | Palermo |  |
| \| \| \| \| \| \| Marcatori \| ?’ Campofranco ?’ Valentini \| |           |                             |         |  |
|                                                               |           |                             |         |  |
|                                                               | Marcatori | ?’ Campofranco ?’ Valentini |         |  |

| 14 marzo 1993 24ª giornata                                               | Palermo   | 3 – 0 | Avellino |  |
| \| \| \| \| \| Mucciarelli ?’ Battaglia ?’ Cecconi ?’ \| Marcatori \| \| |           |       |          |  |
|                                                                          |           |       |          |  |
| Mucciarelli ?’ Battaglia ?’ Cecconi ?’                                   | Marcatori |       |          |  |

| 21 marzo 1993 25ª giornata | Casertana | 0 – 0 | Palermo |  |

| 28 marzo 1993 26ª giornata                  | Siracusa  | 1 – 1     | Palermo |  |
| \| \| \| \| \| \| Marcatori \| Valentini \| |           |           |         |  |
|                                             |           |           |         |  |
|                                             | Marcatori | Valentini |         |  |

| 4 aprile 1993 27ª giornata                                        | Palermo   | 2 – 1 | Salernitana |  |
| \| \| \| \| \| De Sensi ?’ Battaglia ?’ (rig.) \| Marcatori \| \| |           |       |             |  |
|                                                                   |           |       |             |  |
| De Sensi ?’ Battaglia ?’ (rig.)                                   | Marcatori |       |             |  |

| 18 aprile 1993 28ª giornata                  | Potenza   | 1 – 1      | Palermo |  |
| \| \| \| \| \| \| Marcatori \| ?’ Cecconi \| |           |            |         |  |
|                                              |           |            |         |  |
|                                              | Marcatori | ?’ Cecconi |         |  |

| 25 aprile 1993 29ª giornata                               | Palermo   | 2 – 0 | Casarano |  |
| \| \| \| \| \| Biffi ?’ Buoncammino ?’ \| Marcatori \| \| |           |       |          |  |
|                                                           |           |       |          |  |
| Biffi ?’ Buoncammino ?’                                   | Marcatori |       |          |  |

| 2 maggio 1993 30ª giornata                   | Palermo   | 1 – 1      | Acireale |  |
| \| \| \| \| \| \| Marcatori \| ?’ Cecconi \| |           |            |          |  |
|                                              |           |            |          |  |
|                                              | Marcatori | ?’ Cecconi |          |  |

| 9 maggio 1993 31ª giornata                             | Perugia   | 1 – 2                | Palermo |  |
| \| \| \| \| \| \| Marcatori \| ?’ Serra ?’ De Sensi \| |           |                      |         |  |
|                                                        |           |                      |         |  |
|                                                        | Marcatori | ?’ Serra ?’ De Sensi |         |  |

| 16 maggio 1993 32ª giornata                  | Palermo   | 1 – 1 | Barletta |  |
| \| \| \| \| \| Cecconi ?’ \| Marcatori \| \| |           |       |          |  |
|                                              |           |       |          |  |
| Cecconi ?’                                   | Marcatori |       |          |  |

| Arbitro: | Piretti (Ravenna) |

|                                                     |           |  |
| Massimiliano Calcagno 29’ Orazio Liberato Mitri 62’ | Marcatori |  |

| 30 maggio 1993 34ª giornata                  | Palermo   | 1 – 1 | Chieti |  |
| \| \| \| \| \| Cecconi ?’ \| Marcatori \| \| |           |       |        |  |
|                                              |           |       |        |  |
| Cecconi ?’                                   | Marcatori |       |        |  |

### Coppa Italia
| Arbitro: | Borriello (Mantova) |

|                                                  |                      |                                                          |
| Cecconi 58’ P. Benedetti 68’ (aut.)              | Marcatori            | 28’ Olive 88’ Maini                                      |
| Cecconi Serra Favo Incarbona Battaglia Assennato | Tiri di rigore 6 – 7 | Ceramicola Baldieri Maini P. Benedetti Melchiori La Rosa |

### Coppa Italia Serie C[6]

#### Turni eliminatori
| Giarre Terzo turno - Andata | Giarre | 1 – 3 | Palermo | Stadio Regionale |

| Palermo Terzo turno - Ritorno | Palermo | 1 – 2 | Giarre | Stadio La Favorita |

#### Fase finale
| Fase a gironi - 1ª giornata | Palermo | 1 – 1 | Catanzaro |  |

| Arbitro: | Cirotti (Roma) |

|            |           |                           |
| Pelosi 57’ | Marcatori | 68’ Cecconi 76’ Battaglia |

| Palermo Quarti di finale - Andata | Palermo | 4 – 2 | Mantova | Stadio La Favorita |

| Mantova Quarti di finale - Ritorno | Mantova | 0 – 1 | Palermo | Stadio Danilo Martelli |

| Palermo Semifinale - Andata | Palermo | 2 – 0 | Sambenedettese | Stadio La Favorita |

| San Benedetto del Tronto Semifinale - Ritorno | Sambenedettese | 0 – 0 | Palermo | Stadio Riviera delle Palme |

| Como 6 giugno 1993 Finale - Andata                            | Como      | 0 – 2                       | Palermo | Stadio Giuseppe Sinigaglia |
| \| \| \| \| \| \| Marcatori \| 52’ Buoncammino 81’ Cecconi \| |           |                             |         |                            |
|                                                               |           |                             |         |                            |
|                                                               | Marcatori | 52’ Buoncammino 81’ Cecconi |         |                            |

| Palermo 13 giugno 1993 Finale - Ritorno                    | Palermo   | 1 – 1      | Como | Stadio La Favorita |
| \| \| \| \| \| Battaglia 71’ \| Marcatori \| 89’ Pedone \| |           |            |      |                    |
|                                                            |           |            |      |                    |
| Battaglia 71’                                              | Marcatori | 89’ Pedone |      |                    |

## Statistiche

### Statistiche di squadra
| Competizione         | Punti | In casa | In casa | In casa | In casa | In casa | In casa | In trasferta | In trasferta | In trasferta | In trasferta | In trasferta | In trasferta | Totale | Totale | Totale | Totale | Totale | Totale | DR  |
| Competizione         | Punti | G       | V       | N       | P       | Gf      | Gs      | G            | V            | N            | P            | Gf           | Gs           | G      | V      | N      | P      | Gf     | Gs     | DR  |
| -------------------- | ----- | ------- | ------- | ------- | ------- | ------- | ------- | ------------ | ------------ | ------------ | ------------ | ------------ | ------------ | ------ | ------ | ------ | ------ | ------ | ------ | --- |
| Serie C1             |       | 17      | 12      | 4       | 1       | 29      | 10      | 17           | 4            | 10           | 3            | 17           | 15           | 34     | 16     | 14     | 4      | 46     | 25     | +21 |
| Coppa Italia         | -     | 1       | 0       | 1       | 0       | 2       | 2       | 0            | 0            | 0            | 0            | 0            | 0            | 1      | 0      | 1      | 0      | 2      | 2      | 0   |
| Coppa Italia Serie C | -     | 5       | 2       | 2       | 1       | 9       | 6       | 5            | 4            | 1            | 0            | 8            | 2            | 10     | 6      | 3      | 1      | 17     | 8      | +9  |
| Totale               | -     | 23      | 14      | 7       | 2       | 40      | 18      | 22           | 8            | 11           | 3            | 25           | 17           | 45     | 22     | 18     | 5      | 65     | 35     | +30 |

### Statistiche dei giocatori[7]
Tra parentesi le presenze e le eventuali reti segnate
- Vinti (34, -25)
- Biffi (33, 3)
- Cecconi (33, 14)
- Valentini (31, 3)
- Buoncammino (30, 7)
- Spigarelli (30)
- De Sensi (29, 4)
- Favo (29, 2)
- Incarbona (29, 1)
- Battaglia (28, 6)

- Serra (28, 1)
- Assennato (26)
- Olivari (22)
- Campofranco (19, 3)
- Mucciarelli (16, 2)
- Fragliasso (13)
- Bucciarelli (5)
- Ferrara (3)
- Pisciotta (1)